# Alexandre Herchcovitch
 (janvier 2012).
Si vous disposez d'ouvrages ou d'articles de référence ou si vous connaissez des sites web de qualité traitant du thème abordé ici, merci de compléter l'article en donnant les références utiles à sa vérifiabilité et en les liant à la section « Notes et références ».
Alexandre Herchcovitch, né le 21 juillet 1971 à São Paulo, est un styliste brésilien.

## Biographie
De descendance juive et d'origine polono-roumaine, il est plus connu pour ses dessins avant-gardistes et ses estampes éclectiques, les crânes de sa marque de commerce sont devenus une icône de la jeunesse brésilienne dans les années 90. Il lance sa première collection en 1994 et se démarque avec son style trash.
Il a ouvert un magasin au Japon et des concessions à New York.
En mai 2009, il devient le directeur artistique de la marque Rosa Chá, succédant au styliste Amir Slama.